# NASDAQ-100 Open 2004
NASDAQ-100 Open 2004 — профессиональный теннисный турнир, в 20-й раз проводившийся в Ки-Бискейне, Майами на открытых хардовых кортах. Мужской турнир входил в серию ATP Masters, а женский — в серию турниров 1-й категории WTA.
Соревнования были проведены на кортах Tennis Center at Crandon Park, с 24 марта по 4 апреля 2004 года.
Прошлогодними чемпионами являются:
- мужчины одиночки —  Андре Агасси
- женщины одиночки —  Серена Уильямс
- мужчины пары —  Максим Мирный /  Роджер Федерер
- женщины пары —  Магдалена Малеева /  Лизель Хубер

## Соревнования

### Мужчины. Одиночный турнир
Энди Роддик обыграл  Гильермо Корию со счётом 6-7(2) 6-3 6-1 — отказ.
- Роддик выиграл 1-й в сезоне и 13-й за карьеру одиночный титул на соревнованиях тура ассоциации.
- Кориа сыграл 2-й в сезоне и 12-й за карьеру одиночный финал на соревнованиях тура ассоциации.

### Женщины. Одиночный турнир
Серена Уильямс обыграла  Елену Дементьеву со счётом 6-1, 6-1.
- Уильямс выиграла 1-й одиночный турнир в сезоне и 24-й за карьеру в туре ассоциации.
- Уильямс победила на турнире третий год подряд.
- Дементьева сыграла 1-й в сезоне и 8-й за карьеру одиночный финал на соревнованиях тура ассоциации.

### Мужчины. Парный турнир
Уэйн Блэк /  Кевин Ульетт обыграли  Йонаса Бьоркмана /  Тодда Вудбриджа со счётом 6-2, 7-6(12).
- Блэк выиграл 1-й в сезоне и 15-й за карьеру парный титул на соревнованиях ассоциации.
- Блэк победил во 2-й раз на турнире (первая победа в 1999 году совместно с Сэндоном Столлом).
- Ульетт выиграл 1-й в сезоне и 21-й за карьеру парный титул на соревнованиях ассоциации.

### Женщины. Парный турнир
Надежда Петрова /  Меганн Шонесси обыграли  Светлану Кузнецову /  Елену Лиховцеву со счётом 6-2, 6-3.
- Петрова выиграла 1-й в сезоне и 5-й за карьеру парный титул на соревнованиях тура ассоциации.
- Шонесси выиграла 1-й в сезоне и 5-й за карьеру парный титул на соревнованиях тура ассоциации.